# Örebrospexet

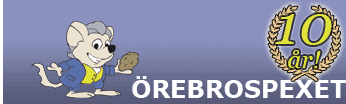

Örebrospexet är Örebros största spexförening. Föreningen består generellt av ca 50-60 aktiva medlemmar fördelade på 12 olika grupper med styrelse och produktionsgrupp inräknade. Föreningen har som mål att varje år sätta upp en föreställningen inför publik som skall tilltala alla, såväl ung som gammal. Spexproduktionerna håller traditionellt en hög standard och undviker "under-bältet-skämt" och dylikt som förekommer i närliggande genrer som buskis och fars.

## Historia
Örebrospexet (tidigare Örebro Studentspex) i den förening som vi känner den idag grundades 1997 av Emil Josefsson och Fredrik Strengbom. De stod både utanför den så kallade Kraka-foajén till Långhuset vid Örebro universitet och kåren med en burk pepparkakor för att locka nya medlemmar till spexet. Första produktionen med premiär sent våren 1998 fick namnet "Hertig Karl - eller Jag vill också bli Universitet" som spelades totalt 4 gånger för 700 personer. Antalet roller var runt 30 st, men då det inför Zeppelin infördes audition för att få stå på scenen som skådespelare minskade också antalet roller kraftigt jämfört med både Hertig Karl och Emigranterna.

## Uppsättningar
- 1998 Hertig Karl - eller Jag vill också bli Universitet
- 1999 Emigranterna - eller Fucking Dufvemåla eller Äksjos Mi, du ju spik svidisch
- 2000 Zeppelin - eller Gasen i botten, eller Y2K
- 2001 Ragnar Rök - eller Mission Impossible
- 2002 Zorry - eller Sagan om swingen
- 2002 Spex-SM bidrag Hamlet - en vanföreställning
- 2003 Kung Kristina - eller Gira te Italia
- 2004 JFK - eller Hur man svartmålar Vita Huset
- 2005 Guldfeber - eller Att tjäna en hacka med en hacka
- 2006 KHAN - eller Vart tog allt siden vägen?
- 2007 I Churchill's Hemliga Tjänst - eller Man krigar bara två gånger
- 2007 Spex-SM bidrag Gustav III
- 2008 Furstinnan Av Sicilien - eller En maffig historia
- 2009 Faraos Förbannelse - eller Låt den rätte åka dit
- 2010 Kvinndomsprovet - eller Att göra en tavla är väl ingen konst
- 2011 Dracula - eller Skriet från spa-avdelningen
- 2012 Wilhelm Tell - eller Allt man behöver ryms i en tunna
- 2012 Spex-SM bidrag Troja
- 2013 Svartskägg Havets Fasa - eller En pirats bekännelser
- 2014 Capone - eller Säg te om ni vill ha sprit
- 2015 De aningslösa - eller En värdlös weekend
- 2016 Häxprocessen - eller Kvinnor som hatar män som hatar kvinnor
- 2017 Hjärnornas Krig - eller OS i kärnvapen
- 2017 Spex-SM bidrag Muren - eller Alla väggar bär till Berlin
- 2018 Utgrävarna - eller Paleontologen i graven bredvid
- 2019 Livsfarlig ledning - eller 10 poäng till den som inte spårar ur
- 2020 Appokollaps nu - eller Det var en gång en undergång (och den var jordad)
- 2022 Henrik den Store - eller Andas andarna på andra sidan?
- 2023 Kleopatra - eller Ett pyramidspel

## Spelperiod
Den ordinarie spelperioden för Örebrospexet är förlagd till mars månad, traditionellt med premiär första eller andra helgen i månaden. Tidigare spelades vanligtvis 8 till 9 föreställningar i Örebro universitets aula. För spelperioden 2009 minskades antalet föreställningar ner till 6 stycken och istället spelades föreställningarna på Hjalmar Bergmanteatern i centrala Örebro. Premiären var förlagd till fredagen den 13 mars 2009. År 2010 var dock Örebrospexet tillbaka i universitetets aula med 8 föreställningar, premiär förlagd till 12 mars. 2015 års produktion "De aningslösa" blev det sista spexet som spelades i den gamla biblioteksaulan. Örebrospexet framför numera sina föreställningar i Aula Nova i Novahuset, och en normal spelperiod består återigen av 6 föreställningar plus en extraföreställning vid höstterminens start. Under våren 2020 spelades endast två föreställningar vid premiärhelgen, då resterande spelhelger fick skjutas upp och senare ställas in till följd av Coronaviruspandemin 2019–2021. Till följd av samma pandemi så spelades ingen föreställning under våren 2021, men året därpå så genomfördes produktionen som planerat. 

## Manus
Manusarbetet inleds traditionellt i Örebrospexet i maj med en synopsis-tävling. Beroende på utfallet från denna och om några synopsis inkommit bestämmer hur det inledande arbetet ser ut. Har det inte inkommit några synopsis arbetar manusgruppen själv fram ett. Spexmanus baseras generellt på en verklig händelse men skrivs om i paradodisk form. Föreställningen brukar med en skämtsam ton presenteras som den sanningsenliga skildringen av den faktiska händelsen. För Örebrospexets del skrivs manuset under sommaren och målet är att det skall vara färdigställt till upptaktshelgen i oktober.

## Logotyp
Örebrospexet har en hasselmus som logotyp, och en tradition som infördes från och med Kung Kristina är att man för varje ny produktion byter ut hasselmusens kläder. Hasselmusen som syns ovan är Spex-SM och 10-årsjubileumproduktionen 2007, Gustav III, variant. Andra exempel på detta är under JFK då hasselmusen återfanns som en variant av Uncle Sam och under Guldfeber var den iklädd en klassisk röd Park Ranger uniform.